# Козяк (област Силистра)
Вижте пояснителната страница за други значения на Козяк.
Козяк е село в Североизточна България. То се намира в община Дулово, област Силистра.

## История
До юни 1942 година името на селото е Кечилер махле. То се намира в границите на България от 1878 до 1913 и след 1940 година.
През 1985 година Козяк има 396 жители.